# Шалений Кінь

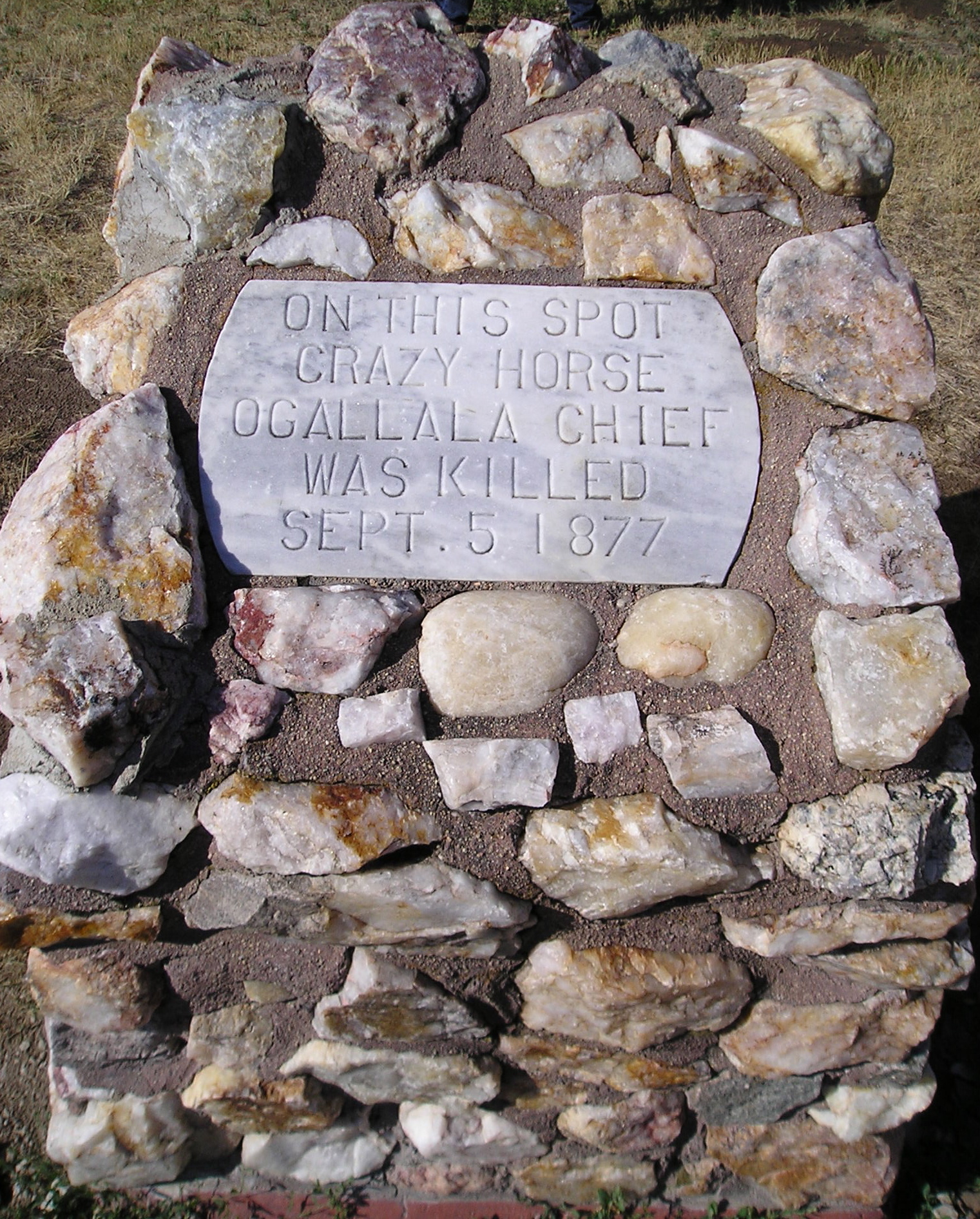
Пам'ятник Шаленому Коню

Шалений Кінь (також Несамовитий Кінь, Скажений Кінь; англ. Crazy Horse; біля. 1840 — 5 вересня 1877) — військовий вождь племені оглала, що входив до союзу семи племен лакота.

## Життєпис
Народився на території сучасної Південної Дакоти, неподалік від річки Рапід-Крік. Його батько був шаманом оглала-сіу, на ім'я Скажений Кінь, мати померла молодою, і її замінила жінка з племені брюле, що доводилася сестрою відомому вождю Плямистий Хвіст. При народженні отримав ім'я Кучеряве Волосся. У дитинстві навчання хлопчика взяли на себе його батько й воїн, на ім'я Високий Хребет, відомий під кличкою Горб.
У віці 14 років став свідком першого серйозного зіткнення між лакота й американською армією, яке відбулося 19 серпня 1854 року, відоме як Різанина Граттана, у якій всі солдати були перебиті. Згодом отримав ім'я Шалений Кінь.
Належав до групи непримиренних індіанців, боровся проти федерального уряду США, відмовлявся підписувати будь-які договори з урядом США. Брав участь у Повстанні Червоної Хмари. У грудні 1866 року в районі форту Філ-Кірні брав активну участь у знищенні загону Вільяма Феттермана. Бойові загони на чолі із Шаленим Конем разом із загоном Маленького Яструба взяв в облогу Форт Ріно. Бойові дії припинено в 1868 році. Згодом підтримав обрання вождя Сидячого Бика верховним вождем сіу.
Зупинив просування генерала Крука влітку 1876 року під час війни за Чорні Пагорби, розбив кавалерію генерала Кастера в долині Літтл-Біггорн.
Останнє його зіткнення з американською кавалерією відбулося в Монтані 8 січня 1877 року. У травні того ж року капітулював.
Шалений Кінь цурався білих людей, залишався замкнутим. Коли генерал Джордж Крук запропонував йому вирушити до Вашингтону на зустріч із президентом США, Шалений Кінь відмовився.
Присутність відомого лідера ворожих індіанців у резервації Червоної Хмари тримало армійське командування в постійній напрузі. Коли по табору, де він перебував, поповзли чутки про його бажання знову повернутися на стежку війни, генерал Крук ухвалив рішення заарештувати Несамовитого Коня. Вождь був доставлений у Форт-Робінсон, де за нез'ясованих обставин був убитий.

## Ушанування пам'яті
Не збереглося жодного портрета цього знаменитого вождя. У XX столітті на його честь почав зводитися грандіозний меморіал Шаленого Коня (архітектор К. Зюлковскі).